# نيك كرافات
نيك كرافات (بالإنجليزية: Nick Cravat)‏ هو ممثل أمريكي بدأ مسيرته الفنية سنة 1949. امتدت مسيرته الفنية لأكثر من 28 عاما.

## الأعمال
- القط بالو
- المطار

## روابط خارجية
- نيك كرافات على موقع IMDb (الإنجليزية)
- نيك كرافات على موقع ألو سيني (الفرنسية)
- نيك كرافات على موقع أول موفي (الإنجليزية)
- نيك كرافات على موقع قاعدة بيانات الأفلام السويدية (السويدية)
- نيك كرافات على موقع إن إن دي بي (الإنجليزية)
- نيك كرافات على موقع قاعدة بيانات الفيلم (الإنجليزية)
- نيك كرافات على موقع كينوبويسك (الروسية)